# Jevhen Nysjtjuk
Jevhen Nysjtjuk, född 29 december 1972, är en ukrainsk politiker och sedan 27 februari 2012 tillförordnad kulturminister i Ukraina.
Jevhen Nysjtjuk är skådespelare och från västra Ukraina. Han var ”Majdans röst”, som ständig konferencier på scenen på Självständighetstorget under Euromajdan-protesterna.